# Hunter Biden
Robert Hunter Biden (Wilmington, 4 febbraio 1970) è un avvocato e imprenditore statunitense, figlio secondogenito del 46º presidente degli Stati Uniti d'America Joe Biden.

## Biografia
Hunter è figlio di Joe Biden e della prima moglie Neila Hunter. La madre e la sorella minore di Hunter Biden, Naomi, morirono in un incidente automobilistico il 18 dicembre 1972. Hunter e suo fratello maggiore, Beau, rimasero gravemente feriti. Hunter e Beau in seguito incoraggiarono il padre a risposarsi e Jill Jacobs divenne la loro matrigna nel 1977. La sorellastra di Biden, Ashley, nacque nel 1981.
Come suo padre e suo fratello, Biden ha frequentato il liceo cattolico Archmere Academy a Claymont, nel Delaware. Si è laureato con un Bachelor of Arts in storia presso la Georgetown University nel 1992. Durante l'anno dopo la laurea, ha prestato servizio come volontario gesuita in una chiesa a Portland, Oregon, e ha incontrato Kathleen Buhle, che ha sposato nel 1993. Dopo aver frequentato la Georgetown University Law Center per un anno, si è trasferito alla Yale Law School laureandosi nel 1996.
Ha co-fondato la Rosemont Seneca Partners, una società di consulenza internazionale.
Dal 26 luglio 2006 al 29 gennaio 2009 è stato vicepresidente della National Railroad Passenger Corporation. Fino all'ottobre 2019, ha fatto parte del Consiglio di amministrazione della BHR Partners, un fondo di investimento privato cinese da lui co-fondato. Biden è stato membro del consiglio di amministrazione della Burisma Holdings dal 2014 al 2019, incarico per cui è stato oggetto di aspre polemiche mediatiche e di interrogazioni parlamentari.
Nel 2019 il presidente Donald Trump ha affermato che Joe Biden avesse chiesto il licenziamento di un procuratore ucraino che avrebbe indagato su Hunter Biden, al fine di proteggerlo. Tuttavia, dalle indagini che seguiranno, la tesi trumpiana non troverà conferme né sulle presunte interferenze di Joe Biden, né sulle presunte indagini su Hunter Biden, né tantomeno emersero prove di illeciti commessi da Hunter in Ucraina. Anzi, il presunto tentativo di Trump di esercitare pressioni sul governo ucraino per indagare sugli affari di Biden, trattenendo gli aiuti che erano previsti per il governo ucraino, ha innescato l'impeachment del settembre 2019.

## Vita privata

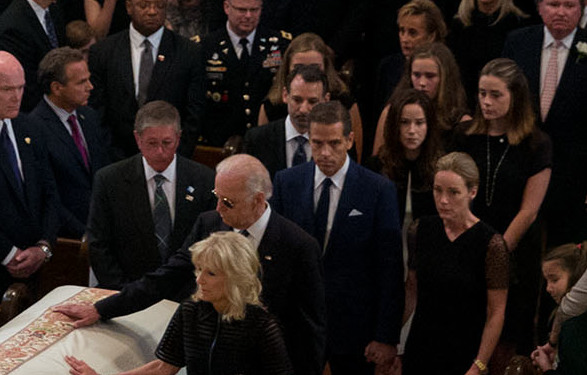
Biden (al centro) con la famiglia al funerale di suo fratello Beau

Biden ha sposato Kathleen Buhle nel 1993 e hanno tre figlie: Naomi, Finnegan e Maisy. La coppia si è separata nel 2015 e ha divorziato nel 2017. Biden ha iniziato a frequentare Hallie Biden, vedova di suo fratello Beau, nel 2016; la relazione si è conclusa entro il 2019. Biden è anche il padre di un bambino nato da Lunden Alexis Roberts in Arkansas nell'agosto 2018. Lunden Roberts viveva a Washington DC e lavorava per Biden. Biden ha inizialmente negato la paternità del bambino, ma un test del DNA, condotto nell'ambito di una causa di paternità presentata nel maggio 2019 dalla Roberts, ha confermato la paternità. La causa è stata risolta nel marzo 2020.
Nel maggio 2019 Biden ha sposato la regista sudafricana Melissa Cohen. Il loro figlio, Beau, è nato nel marzo 2020 a Los Angeles.
Biden ha lottato a lungo contro la dipendenza da alcol e da sostanze stupefacenti. Ha detto in un'intervista: "C'è dipendenza in ogni famiglia. Ero in quell'oscurità. Ero in quel tunnel - è un tunnel senza fine. Non te ne sbarazzi. Capisci come affrontarlo".
Biden ha pubblicato un libro di memorie in cui descrive le sue lotte contro la dipendenza, intitolato Beautiful Things e pubblicato il 6 aprile 2021. La recensione di Elisabeth Egan sul New York Times, ha descritto il libro come "parti uguali di una saga familiare, una narrazione del dolore e un ululato del tossicodipendente".

## Procedimenti giudiziari
Nel 2018 è stato indagato per reati connessi al possesso illegale di una pistola, acquistata mentendo sul consumo di droga, da cui era dipendente, e per reati fiscali. Hunter ha ripagato un milione di dollari di tasse evase già nel 2022, grazie anche a prestiti e alla sua attività di pittore, il che avrebbe potuto comportare uno sconto di pena in sede di patteggiamento. Nel 2023 però saltano i patteggiamenti ed è ufficialmente incriminato: è la prima volta nella storia statunitense che il Dipartimento di giustizia incrimini il figlio di un presidente in carica.
L'11 giugno 2024 Hunter Biden è stato giudicato colpevole per tutti e tre i capi d'accusa mossigli da una giuria federale del Delaware, rischiando fino a 25 anni di reclusione in carcere.
Il 2 dicembre 2024, Joe Biden ha graziato suo figlio Hunter per ambedue i processi in corso, sebbene in passato avesse dichiarato che non lo avrebbe favorito. Il presidente definisce i procedimenti penali ai suoi danni come "selettivi" e "ingiusti", atti a colpirlo politicamente.